# Thomas Arnold (1795–1842)
Thomas Arnold, född 13 juni 1795 i Cowes på Isle of Wight, död 12 juni 1842 i Rugby i Warwickshire, var präst i Engelska kyrkan och en av Englands på sin tid mest betydande skolmän, far till Matthew och Tom Arnold.

## Biografi
Arnold studerade i Oxford 1811–18, ägnade sig de följande nio åren – under vilka han även företog flera utländska resor – åt djupgående studier i teologi, klassiska språk och historia, på samma gång som han sysselsatte sig med att förbereda ynglingar för universitetet och därigenom lade grunden till sin följande pedagogiska verksamhet. År 1827 kallades han till rektor för Rugby School och verkade med utomordentlig framgång på denna plats till 1841, då han utnämndes till professor i historia i Oxford. Arnolds pedagogiska arbete hade till största syfte att fostra karaktärer i kristen tro och att få bort all petighet från undervisningen. Arnold var en motståndare till Oxfordrörelsen. Han bortrycktes redan året därpå av en tidig död. 
Arnold har kallats den engelska lärdomsskolans Sokrates, betydande inte så mycket genom sina skrifter som genom sin ädla, kraftfulla och genombildade personlighet och genom den pedagogiska tradition han lämnade efter sig. Hans huvudförtjänst har ansetts ligga i att han framställde det engelska skolväsendets egendomlighet liksom i en förklarad dager och därigenom ådrog detsamma en välförtjänt uppmärksamhet. Arnold hävdade och förverkligade på ett lysande sätt den djupa sanning som ligger till grund för den engelska uppfattningen av uppfostrans och skolans ändamål, nämligen att ynglingar bör framför allt fostras till män, till upplysta, kraftiga, om sig själva och sitt levnadsmål medvetna karaktärer. 
Vördande det hävdvunna och nationella, skattade han högt den anda av solidaritet och kamratskap som sedan gammalt utbildat sig i den engelska skolan, och stävjade med varsamhet de missbruk som i sammanhang därmed inrotat sig. Gentleman i ordets ädlaste bemärkelse, liberal i sin uppfattning och behandling av ungdomen, tagande livlig del i de ungas sorger och fröjder, till och med i deras lekar, fryntlig och mild, men också allvarlig och sträng, vann han över sina lärjungar ett underbart inflytande som förhöjdes och stärktes av det starka intryck han förstod att ge de unga av den varma och levande kristendom som utgjorde grundtonen i hans eget väsen. All formalism och bokstavskunskap var honom främmande, och religionen ville han framför allt se förverkligad i en förhöjd och renad känsla för sanning och rätt.